# 1473
1473 (MCDLXXIII) je bilo navadno leto, ki se je po julijanskem koledarju začelo na petek.

## Dogodki
- 1. januar

## Rojstva
- 19. februar - Nikolaj Kopernik, poljski astronom († 1543)
- 2. april -  Ivan Korvin, slavonski herceg in hrvaški ban († 1504)

Neznan datum
- Agostino Nifo, italijanski filozof († 1538)

## Smrti
- Genadij Sholarij, bizantinski humanist, filozof in teolog (* okoli 1400)
- Kerej kan, prvi kan Kazaškega kanata (* 1424)